# بطولة الأمم الخمس 1987
بطولة الأمم الخمسة 1987 (بالإنجليزية: 1987 Five Nations Championship)‏ هو الموسم 93 من  بطولة الأمم الخمسة. كان عدد الأندية المشاركة فيه  5، وفاز فيه منتخب فرنسا الوطني لاتحاد الرغبي.